# FK Lokomotiv Moscou
El FK Lokomotiv Moskvà (en rus: Футбольный клуб «Локомотив» Москва, en català FC Lokomotiv Moscou) és un equip de futbol de la ciutat de Moscou, a Rússia. Actualment juga a la Premier League russa. Durant l'època soviètica depenia del Ministeri del Transport rús, a través de la Companyia de Ferrocarril.

## Història
Va ser fundat el 12 d'agost de 1923 com Club de la Revolució d'Octubre (per la Revolució Russa), però el 1931 va canviar el nom a Kazanka (Moskovsko-Kazànskaia jeléznaia doroga)  i posteriorment a Lokomotiv el 1936. En 2002 va guanyar la Premier League russa, tallant el domini de l'Spartak Moskvà, que havia guanyat 8 de les 9 lligues russes, creada el 1992, i el 2004 va tornar a guanyar-la.

## Palmarès
- Premier League russa (3): 2002, 2004, 2017/18
- Copa de Rússia (8): 1996, 1997, 2000, 2001, 2007, 2015, 2017, 2019.
- Supercopa de Rússia (3): 2003, 2005, 2019.
- Copa de l'URSS (2): 1936, 1957.